# Coreses
Coreses – gmina w Hiszpanii, w prowincji Zamora, w Kastylii i León, o powierzchni 43,16 km². W 2011 roku gmina liczyła 1142 mieszkańców.